# Eduard Tàmaro i Fabricias
Eduard Tàmaro i Fabricias (Barcelona, 1845 - 2 de març de 1889) fou un historiador i advocat català reconegut per haver fet la primera traducció gairebé completa del Quixot. Com a escriptor col·laborà a publicacions com La Renaixença, Lo Gai Saber i La Il·lustració Catalana, on escriví monografies sobre temples catalans.
Pel que fa a la traducció del Quixot, el primer llibre fou publicat entre 1882 i 1883 en forma de fulletó pel diari El Principado. La segona part no es publicà per la desaparició d'aquest periòdic, però el manuscrit es conserva a la Biblioteca de Catalunya (Ms. 1016). Seguí mot a mot l'obra original, amb castellanismes lèxics i sintàctics.
Fill d'Antoni Tàmaro i Francisca Fabricias, mor als 49 anys, solter, al carrer de l'Oli, 7-tercer pis de Barcelona.